# Cappella Palatina (castello di Buda)
La Cappella Palatina medievale nel Castello di Buda fu costruita nel XV secolo dal re Sigismondo come cappella inferiore dell'ex chiesa del castello. La cappella gotica, sopravvissuta alla distruzione dell'assedio del 1686, fu sepolta per secoli sotto una terrazza barocca. Dopo la sua ricostruzione nel 1963 entrò a far parte della mostra del Museo Storico di Budapest.

## Storia
La prima cappella del Castello di Buda fu probabilmente costruita nel XIV secolo durante il regno di Luigi I d'Ungheria. La cappella è stata menzionata nelle cronache di Eberhard Windecke, affermò che Carlo II d'Ungheria fu attaccato dai suoi assassini nel 1386 in una stanza dalla quale si poteva vedere la cappella reale:" konig Karle von Nopols erslagen zü Ofen in der vesten in der stuben, do man sicht in die capell ". La cappella è citata anche nella Cronaca di Lorenzo de Monacis, scritta intorno al 1390.
Il re Sigismondo ricostruì completamente il vecchio palazzo angioino durante i primi decenni del XV secolo, ha eretto una splendida chiesa gotica al posto della cappella. La sua facciata era rivolta verso il cortile interno del palazzo e il lungo presbiterio sporgeva dal lato orientale del palazzo. Il presbiterio fu costruito su una chiesa inferiore, soluzione resa necessaria dalla mancanza di spazio sullo stretto pianoro. Aveva una navata lunga 21 m ed un presbiterio lungo 11 m. Le cappelle reali a due piani non erano rare nell'Europa medievale. La fiammeggiante chiesa reale del castello di Buda era simile alla più famosa Sainte-Chapelle di Parigi.
Le ricerche archeologiche hanno dimostrato la datazione della chiesa, perché sotto il pavimento in mattoni della chiesa inferiore, sono stati scoperti degli strati quattrocenteschi.
Nel novembre 1489 il sultano Bayezid II inviò le reliquie di Giovanni l'Elemosiniere al re Mattia Corvino. Il re ripose le reliquie nella Cappella Reale che fu nuovamente dedicata ed abbellita con mobili rinascimentali.
Nel 1526 Buda fu saccheggiata dai turchi ottomani dopo la battaglia di Mohács. Le reliquie furono salvate in tempo e portate a Bratislava, dove sono conservate ancora oggi. Un inventario della chiesa superstite del 1530 mostra ancora la ricchezza degli arredi. Successivamente il re Giovanni I d'Ungheria convertì la chiesa inferiore in un bastione. Le grandi finestre gotiche furono murate, rimasero aperte solo le nuove feritoie rettangolari.
Nel 1541 i turchi ottomani conquistarono Buda senza combattere e la chiesa reale cessò di essere un luogo di culto cristiano. La chiesa superiore fu distrutta durante l'assedio di Buda del 1686 e le rovine furono demolite nel 1715. La volta della chiesa inferiore cadde e l'interno fu riempito di rifiuti. I resti furono sepolti sotto la terrazza neobarocca per due secoli.
Le rovine della chiesa inferiore furono scoperte dagli archeologi nel 1949-50. I resti furono sepolti nel 1953 a causa di controversie concettuali sulla possibile ricostruzione, la cappella fu finalmente ricostruita nel 1963, per essere riconsacrata nel 1990.

### Fonti
- (HU)  Miklós Horler: Budapest műemlékei I, Bp: 1955, pp. 259–292
- (HU)  László Gerő: A helyreállított budai vár, Bp, 1980, pp. 182–187.